# Soy electrónico
«Soy electrónico» es una canción del grupo chileno MagmaMix, siendo la primera canción de su primer disco MagmaMix: Portal del Web. Esta es la canción más popular del grupo, y hace referencia a distintos músicos electrónicos (como por ejemplo Carlos Cabezas y Gabriel Vigliensoni de Electrodomésticos), y sus "costumbres electrónicas". Además, se nombran diversos programas computacionales, tales como Cool Edit (ahora llamado Adobe Audition) y Fruity Loops.
La letra de la canción fue compuesta por Freddy Guerrero y la música por Marcelo Aldunate y Claudio Narea.

## Versiones
Soy electrónico, al ser la canción más popular de MagmaMix, llegó a tener diversas versiones; ya sea del mismo grupo MagmaMix como de otros artistas independientes y de la televisión. En el primer disco podemos encontrar la versión original, la cual es la más conocida. El segundo disco incluye la versión karaoke, la cual sólo contiene el coro de fondo. Dentro del tercer disco se encuentra una versión trilingüe, la cual es una mezcla entre la versión en chino mandarín, la versión en inglés y la versión en alemán. Estas tres versiones fueron presentadas por separado dentro del programa radial El portal del web, además de la versión en portugués y la versión en español argentino. Sin embargo, estas dos últimas no llegaron a aparecer en ningún disco.
Fuera de las versiones de sus creadores, durante un tiempo en internet circularon nuevas versiones no oficiales de la canción, cambiando la palabra "electrónico" por cualquier otro tema (ya sea profesión como Soy urólogo, religión como Soy evangélico y hasta las, en ese entonces de moda, Tribus Urbanas con Soy otaku). Así también, en la televisión se hicieron diversas versiones de esta canción, principalmente en programas (o secciones de programas) de humor, como en Morande con Compañía; ya sea basándose netamente en el tema original o creando (de la misma manera que las anteriores) nuevas versiones.